# ウィリアム・ハーネット
ウィリアム・マイケル・ハーネット（William Michael Harnett、1848年8月10日 - 1892年10月29日）は、アイルランド生まれのアメリカ合衆国の画家である。19世紀末にジョン・ハバール、ジョン・フレデリック・ピートーとともに、「トロンプ・ルイユ」（Trompe-l'œil、騙し絵）のスタイルの静物画を描いた。

## 略歴
アイルランド南部、コーク県のClonakiltyで生まれた。生まれて間もなく、19世紀半ばのアイルランドのジャガイモ飢饉で家族とアメリカに移民となり、フィラデルフィアに住み、1868年にアメリカ市民権を得た。銀食器の模様を彫る仕事をしながら、フィラデルフィアの美術学校、ペンシルベニア美術アカデミーの夜間コースで学び、その後、ニューヨークのクーパー・ユニオンやナショナル・アカデミー・オブ・デザインでも学んだ。1874年に描いた作品が残されている。
1880年から1886年の間、ヨーロッパで過ごし、1881年から1885年の初めまで、ミュンヘンに滞在した。代表作とされる狩猟の道具と獲物を描いた「After the Hunt」は1883年から1885年の間に描かれた。壁に吊るされた奥行きの小さい対象を描くことで、「トロンプ・ルイユ」の効果が高まっている。晩年、リュウマチに悩まされるようになるまで多くの静物画を描いた。ニューヨークで死去した。
静物画は例えば17世紀のオランダ絵画以降。伝統的なジャンルとして存在したが、アメリカでの関心は低いものであった。ハーネットはより日常的な品物を描くというスタイルを確立し、ジョン・フレデリック・ピートーといった追随者が生まれた。美術品の購入者であった従来の富裕層の支持は得られなかったが、美術の大衆化に貢献したとされる。

## 作品

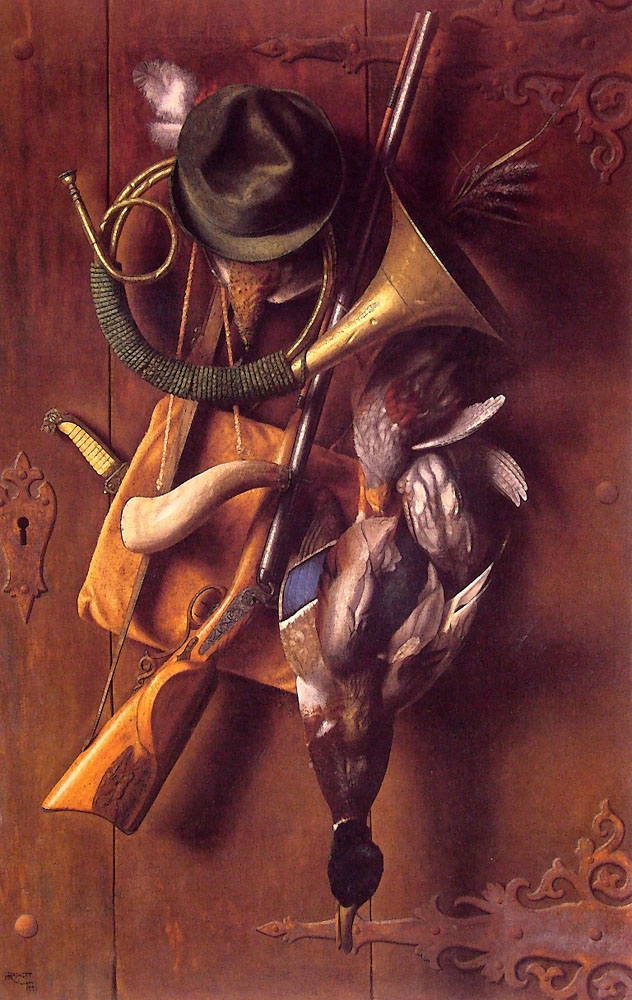
「After the Hunt」(1883)
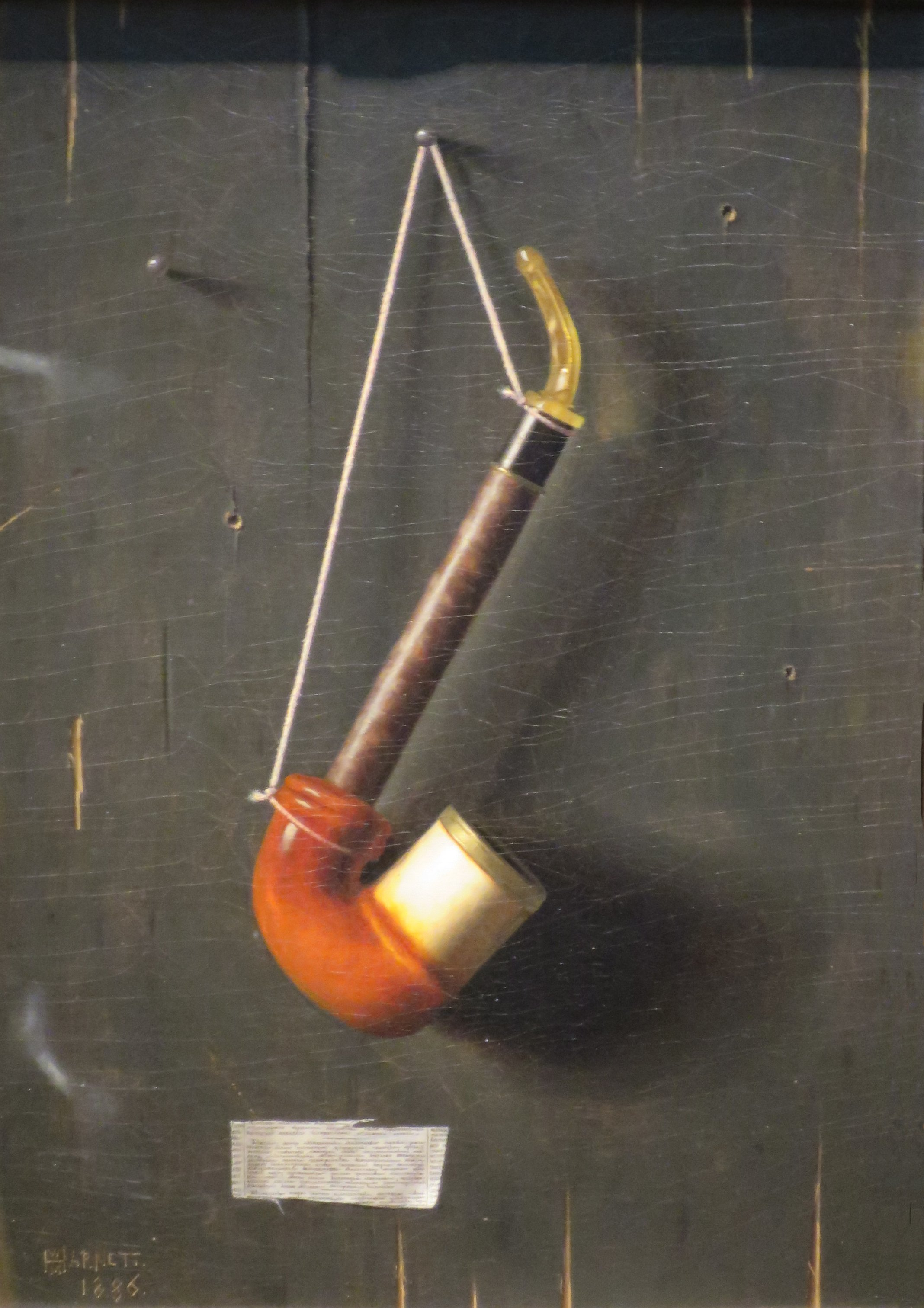
The Meerschaum Pipe (1886)
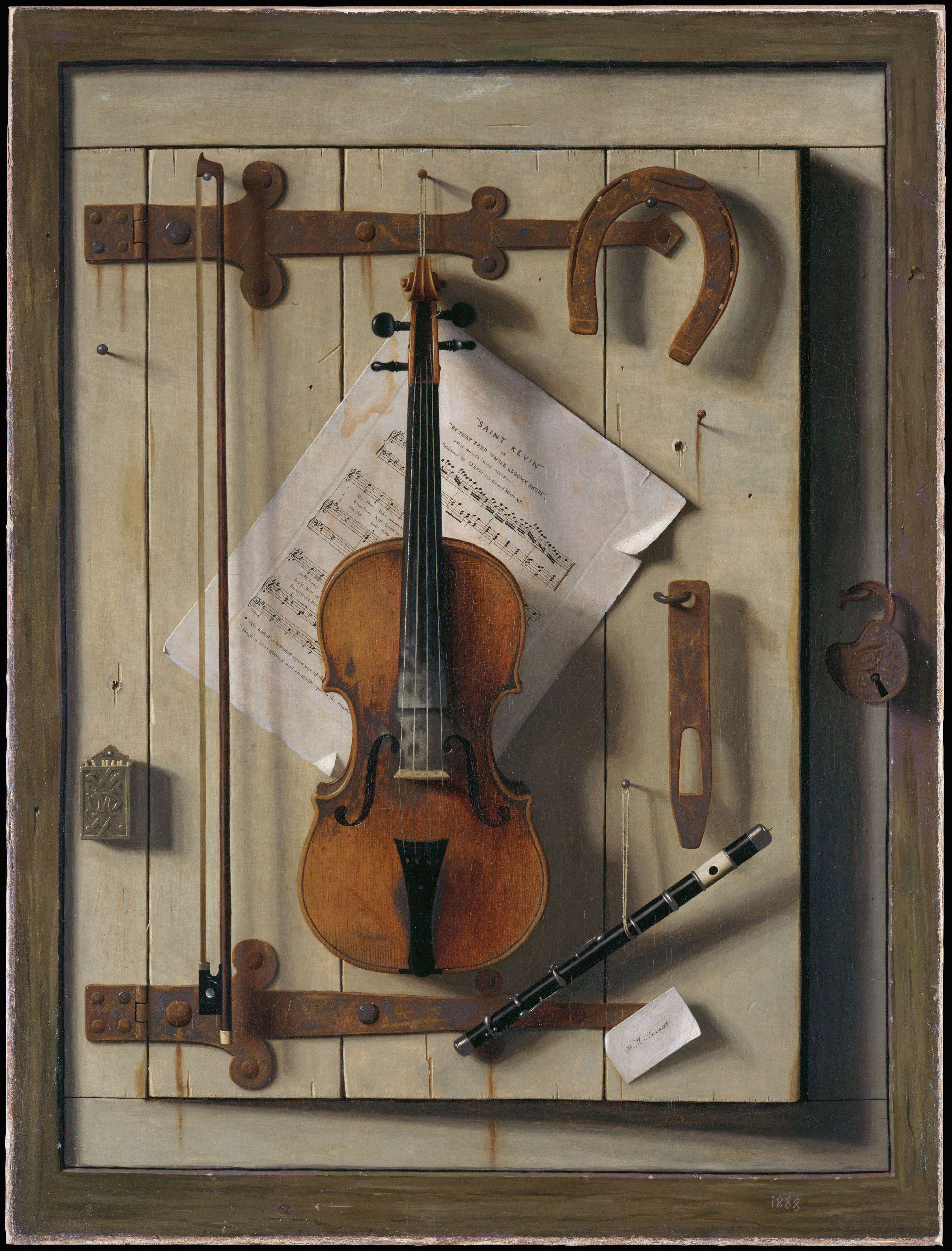
Still life violin and music (1888)
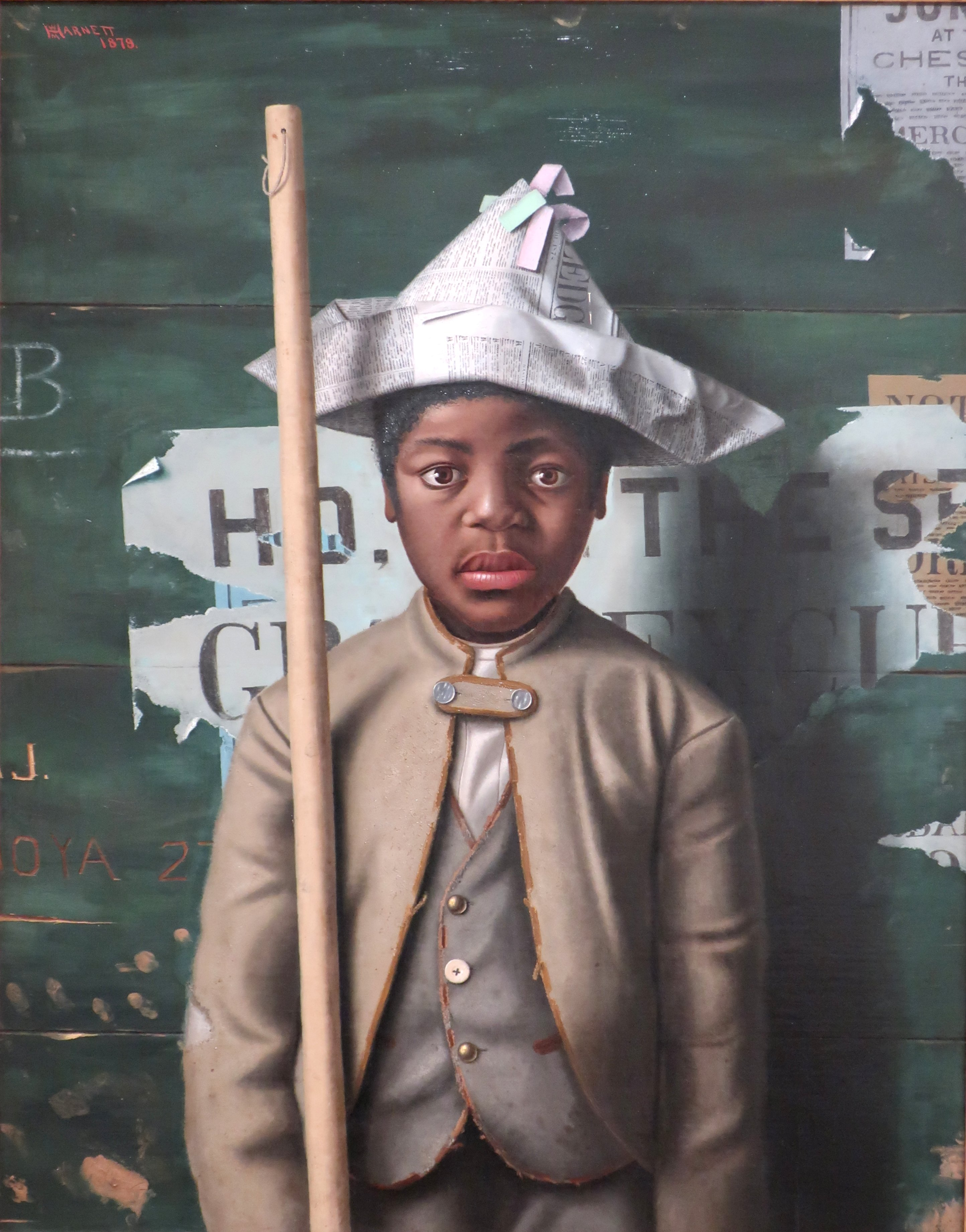
Attention, Company! (1878)

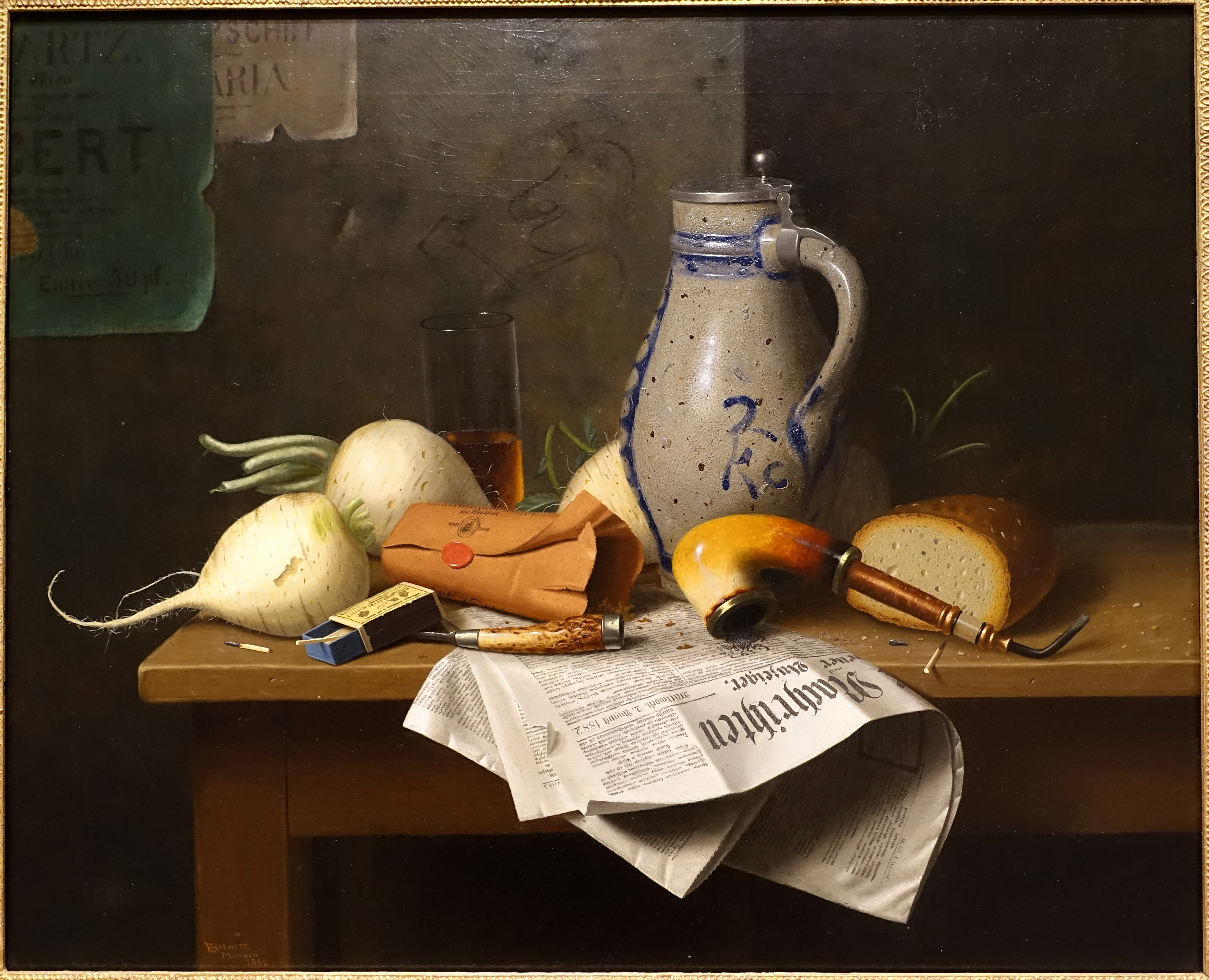
Munich Still Life (1882)
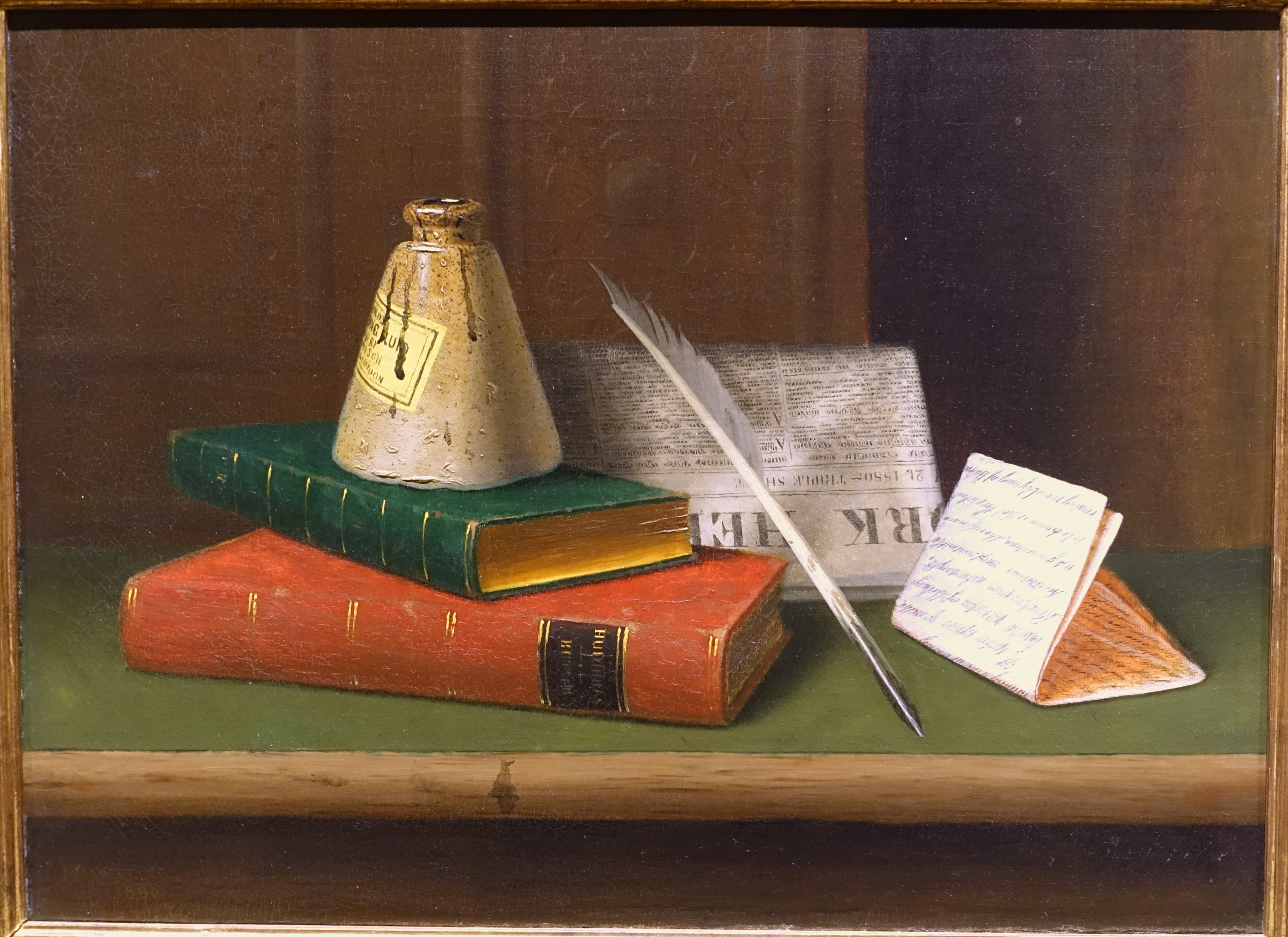
Still Life with 'New York Herald' and Butler's 'Hudibras'
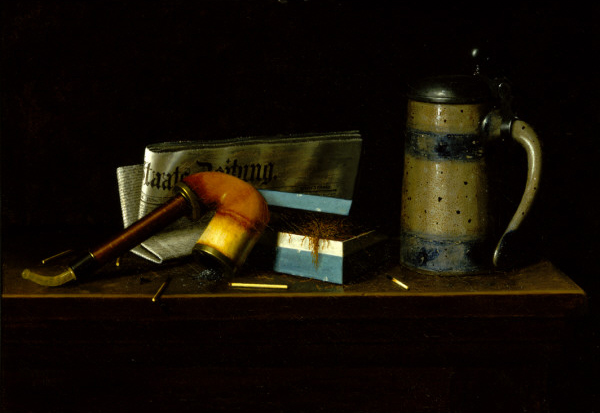
With the "Staats Zeitung"